# Джорджо Аскарелли (стадион)
Стадио́н «Джо́рджо Аскаре́лли» (итал. Stadio Giorgio Ascarelli), также известный как «Партенопе́о» (итал. Stadio Partenopeo), — футбольный стадион в городе Неаполь (Италия). Был построен в 1930 году и разрушен в 1942 году. Являлся одной из арен чемпионата мира по футболу 1934 года. На протяжении всего времени своего существования выступал в качестве домашнего стадиона для клуба «Наполи».

## История
Стадион был спроектирован архитектором Амедео Д'Альбора на деньги первого президента футбольного клуба «Наполи», крупного промышленника, занимавшегося текстилем — Джорджо Аскарелли, располагалось арена недалеко от Центрального железнодорожного вокзала города. Трибуны были возведены из дерева, при открытии стадион был назван «Везувий» , и был рассчитан на не многим более 10 000 зрителей. Стадион стал первым спортивным сооружением выстроенным в городе за последние 80 лет. Первый матч на арене был проведён 16 февраля 1930 года, в рамках чемпионата Италии «Наполи» сыграл с «Триестиной», итоговый счет 4:1. Официальное же открытие стадиона состоялось 23 февраля матчем неаполитанцев с «Ювентусом», завершившегося со счетом 2:2. Через две недели после открытия стадиона умер Джорджо Аскарелли, и в память о нём стадиону было присвоено его имя. Стадион был первой ареной в стране, которая являлась собственностью футбольного клуба.
В 1934 году в рамках подготовки Италии к проведению чемпионата мира по футболу, стадион Джорджо Аскарелли, подвергся серьёзной реконструкции, деревянные трибуны были заменены на бетонные, вместимость стадиона была увеличена, по разным источникам, до 30 000 — 40 000 зрительных мест. Вместе с реконструкцией стадион был переименован в «Партенопео». Открытие обновленной арены состоялось за несколько дней до старта чемпионата мира, в рамках которого на стадионе состоялось 2 матча: матч первого раунда между сборными Венгрии и Алжира (4:2), и матч за третье место между сборными Германии и Австрии (3:2).
После окончания турнира стадион просуществовал ещё 8 лет, и был разрушен в 1942 году в результате бомбардировок авиации союзников. В память о стадионе близлежащий к месту его расположения район Неаполя среди местных жителей носит название «Rione Ascarelli». В 2011 году власти Неаполя установили на месте стадиона мраморную доску посвященную Джорджо Аскарелли, на время мероприятия на месте разрушенного стадиона были возведены трибуны на 400 зрителей, однако вопрос восстановления стадиона остается открытым по причине отсутствия финансов у муниципалитета Неаполя (согласно данным на конец 2013 года).